# Ï̆
Cette page contient des caractères spéciaux ou non latins. S’ils s’affichent mal (▯, ?, etc.), consultez la page d’aide Unicode.
Ï̆ (minuscule : ï̆), appelé I tréma brève, est un graphème qui a été utilisé dans la transcription de langues turciques. Il s'agit de la lettre I diacritée d’un tréma et d’un brève.

## Utilisation
L’I tréma brève est utilisé par certains auteurs pour une voyelle fermée postérieure non arrondie brève [ɯ], par exemple le génitif du pronom personnel de la troisième personne, « il, elle » en bachkir уның translittéré unï̆ŋ ou en tatar аның translittéré anï̆ŋ.

## Représentations informatiques
Le I tréma brève peut être représenté avec les caractères Unicode suivants :
- décomposé et normalisé NFC (latin étendu A, diacritiques) :

| formes    | représentations | chaînes de caractères | points de code | descriptions                                      |
| --------- | --------------- | --------------------- | -------------- | ------------------------------------------------- |
| capitale  | Ï̆               | Ï◌̆                    | U+00CF U+0306  | lettre majuscule latine i tréma diacritique brève |
| minuscule | ï̆               | ï◌̆                    | U+00EF U+0306  | lettre minuscule latine i tréma diacritique brève |

- décomposé et normalisé NFC (latin de base, diacritiques) :

| formes    | représentations | chaînes de caractères | points de code       | descriptions                                                  |
| --------- | --------------- | --------------------- | -------------------- | ------------------------------------------------------------- |
| capitale  | Ï̆               | I◌̈◌̆                   | U+0049 U+0308 U+0306 | lettre majuscule latine i diacritique tréma diacritique brève |
| minuscule | ï̆               | i◌̈◌̆                   | U+0069 U+0308 U+0306 | lettre minuscule latine i diacritique tréma diacritique brève |